# .museum
.museum is een generiek topleveldomein (gTLD) van domeinen die uitsluitend door museums, museumverenigingen en individuen die horen tot groepen die worden aangewezen door de International Council of Museums (ICOM) gebruikt kunnen worden.
Samen met de J. Paul Getty Trust, heeft ICOM de Museum Domain Management Association (MuseDoma) opgericht, met het doel bij ICANN de aanvraag voor het .museum topleveldomein in te dienen en om een museumregister in te richten. Het museum domain is op 20 oktober 2001 in DNS root opgenomen, het was het eerste gesponsorde topleveldomein.
Doordat alleen gecertificeerde museums een domeinnaam kunnen claimen, kunnen websitebezoekers er zeker van zijn dat een .museum-website geldig is.
Registraties worden verwerkt via geaccrediteerde registrars.